# Libanesischer Elite Cup 2003
Der Libanesische Elite Cup 2003 war die achte Austragung des Fußballturniers. Die vier besten Mannschaften aus der libanesischen Premier League und die beiden Pokalfinalisten nahmen teil. Titelverteidiger war der Nejmeh Club. Nejmeh Club hat sich mit einem 2:1-Sieg im Finale gegen Al Ahed zum fünften Mal den Titel gesichert.

## Qualifizierte Mannschaften
| Verein           | Platzierung der Saison 2002/03 |
| ---------------- | ------------------------------ |
| Olympic Beirut   | Erster & Pokalsieger           |
| Nejmeh Club      | Zweiter & Pokalfinalist        |
| al Ahed          | Dritter                        |
| al-Ansar         | Vierter                        |
| Tadamon Sur Club | Fünfter                        |
| Safa SC Beirut   | Sechster                       |

## Gruppenphase

### Gruppe A
| Pl. | Verein           | Sp. | S | U | N | Tore    | Diff. | Punkte |
| --- | ---------------- | --- | - | - | - | ------- | ----- | ------ |
| 1.  | Nejmeh Club      | 2   | 2 | 0 | 0 | 003:100 | +2    | 06     |
| 2.  | Tadamon Sur Club | 2   | 1 | 0 | 1 | 004:400 | ±0    | 03     |
| 3.  | al-Ansar         | 0   | 0 | 0 | 0 | 002:400 | −2    | 0      |

| Datum             |                  | Ergebnis  |                  |
| ----------------- | ---------------- | --------- | ---------------- |
| Di, 9. Sep. 2003  | Nejmeh Club      | 1:0       | al-Ansar         |
| Do, 11. Sep. 2003 | Nejmeh Club      | 2:1 (0:0) | Tadamon Sur Club |
| Sa, 13. Sep. 2003 | Tadamon Sur Club | 3:2 (0:1) | al-Ansar         |

### Gruppe B
| Pl. | Verein         | Sp. | S | U | N | Tore    | Diff. | Punkte |
| --- | -------------- | --- | - | - | - | ------- | ----- | ------ |
| 1.  | al Ahed        | 2   | 2 | 0 | 0 | 003:000 | +3    | 06     |
| 2.  | Safa SC Beirut | 2   | 1 | 0 | 1 | 001:200 | −1    | 03     |
| 3.  | Olympic Beirut | 2   | 0 | 0 | 2 | 000:200 | −2    | 0      |

| Datum             |                | Ergebnis  |                |
| ----------------- | -------------- | --------- | -------------- |
| Mi, 10. Sep. 2003 | al Ahed        | 2:0       | Safa SC Beirut |
| Fr, 12. Sep. 2003 | al Ahed        | 1:0 (0:0) | Olympic Beirut |
| So, 14. Sep. 2003 | Safa SC Beirut | 1:0 (0:0) | Olympic Beirut |

## Finalrunde
|  | Halbfinale | Halbfinale       | Halbfinale |  |  | Finale | Finale      | Finale |
|  |            |                  |            |  |  |        |             |        |
|  |            |                  |            |  |  |        |             |        |
|  | A1         | Nejmeh Club      | 12 (4)E    |  |  |        |             |        |
|  | B2         | Safa SC Beirut   | 2 (3)      |  |  |        |             |        |
|  |            |                  |            |  |  | A1     | Nejmeh Club | 2      |
|  |            |                  |            |  |  | B1     | al Ahed     | 1      |
|  | A2         | Tadamon Sur Club | 0          |  |  |        |             |        |
|  | B1         | al Ahed          | 1          |  |  |        |             |        |
|  |            |                  |            |  |  |        |             |        |

E Sieg im Elfmeterschießen

### Halbfinale
| Datum             |             | Ergebnis                         |                  |
| ----------------- | ----------- | -------------------------------- | ---------------- |
| Di, 16. Sep. 2003 | Nejmeh Club | 2:2 n. V. (2:2, 1:0) (4:3 i. E.) | Safa SC Beirut   |
| Mi, 17. Sep. 2003 | al Ahed     | 1:0 (0:0)                        | Tadamon Sur Club |

### Finale
| Datum             |             | Ergebnis  |         |
| ----------------- | ----------- | --------- | ------- |
| So, 21. Sep. 2003 | Nejmeh Club | 2:1 (1:1) | al Ahed |